# Honaz (district)
Honaz is een Turks district in de provincie Denizli en telt 28.941 inwoners (2007). Het district heeft een oppervlakte van 496,54 km².
De bevolkingsontwikkeling van het district is weergegeven in onderstaande tabel.
| 1997   | 2000   | 2007   |
| ------ | ------ | ------ |
| 23.838 | 24.533 | 28.941 |